# Birzel
Birzel ist ein Ortsteil von Morsbach im Oberbergischen Kreis im südlichen Nordrhein-Westfalen innerhalb des Regierungsbezirks Köln.

## Lage und Beschreibung
In ländlicher, waldreicher Umgebung liegt Birzel am südlichsten Zipfel des Oberbergischen Kreises. Die Städte Gummersbach (38 km), Siegen (34 km), sowie Köln (75 km) sind gut zu erreichen.
Benachbarte Birzeler Ortsteile sind Seifen im Norden, Stockshöhe im Süden und Niederwarnsbach im Westen.

## Geschichte

### Erstnennung
1464 wurde der Ort das erste Mal urkundlich erwähnt und zwar „Homburger Grenzweistum.“
Die Schreibweise der Erstnennung war Biertels Hoff.